# Auto GP
L'Auto GP (anciennement Euro Formule 3000, puis Euroseries 3000) est un championnat de course automobile. Dans un schéma monotype, il utilise depuis 2009 des monoplaces Lola B05/52 motorisées par Zytek.

## Historique

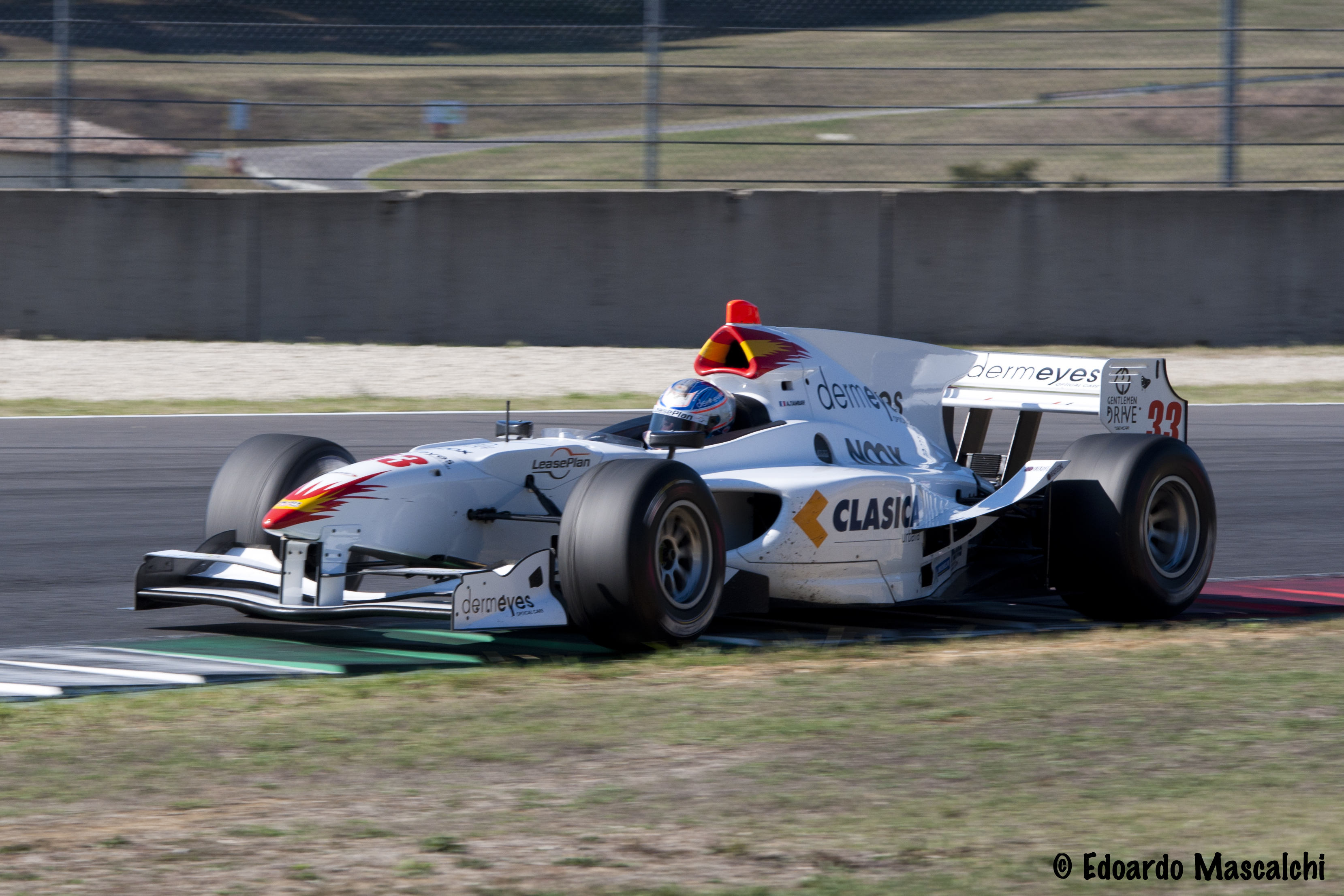
Adrien Tambay au volant d'une Lola B05/52 au Mugello.

L'Auto GP trouve son origine dans le championnat d'Italie de Formule 3000 créé en 1999 et qui s'est progressivement internationalisé pour prendre le nom d'Euro Formule 3000 à partir de 2001. Pour le grand public, ce changement de nom fut source de confusion avec le championnat international de Formule 3000, également disputé en Europe. En 2005, à la suite de la défection de Superfund, une compagnie d'investissements Autrichienne qui était devenu le sponsor attitré du championnat, la série a repris le nom de « championnat d'Italie », avant de devenir Euroseries 3000 à partir de 2006. Le championnat est rebaptisé une nouvelle fois en 2010, pour prendre le nom d'Auto GP.
L'Euroseries 3000 se disputait avec d'anciennes F3000 du championnat international (des Lola à moteur Zytek). L'Auto GP a pour sa part récupéré les monoplaces utilisées par l'A1 Grand Prix de 2005 à 2008, les Lola-Zytek B05/52.
Bien qu'offrant un plateau de qualité moindre que celui de la F3000 internationale ou désormais du GP2 Series, l'Euro F3000 a permis la révélation de plusieurs pilotes de haut niveau dont le plus célèbre est le Brésilien Felipe Massa, titré en 2001, ainsi qu'Augusto Farfus, pilote en WTCC et en DTM puis Romain Grosjean, pilote Lotus en Formule 1.

## Palmarès
| Saison | Championnat des pilotes               | Championnat des pilotes               | Championnat des pilotes               | Championnat par équipe                |
| Saison | Pilote                                | Voiture                               | Écurie                                | Championnat par équipe                |
| ------ | ------------------------------------- | ------------------------------------- | ------------------------------------- | ------------------------------------- |
| 1999   | Giorgio Vinella                       | Lola T96/50 Zytek                     | Team Martello                         | Team Martello                         |
| 2000   | Ricardo Sperafico                     | Lola T96/50 Zytek                     | ADM Competitizione                    | Arden Team Russia                     |
| 2001   | Felipe Massa                          | Lola T96/50 Zytek                     | Draco Junior Team                     | Draco Junior Team                     |
| 2002   | Jaime Melo Jr.                        | Lola T99/50 Zytek                     | Team Great Wall                       | Team Great Wall                       |
| 2003   | Augusto Farfus                        | Lola T99/50 Zytek                     | Draco Junior Team                     | Draco Junior Team                     |
| 2004   | Nicky Pastorelli                      | Lola T99/50 Zytek                     | Draco Junior Team                     | Draco Junior Team                     |
| 2005   | Luca Filippi                          | Lola B02/50 Zytek                     | FMS International                     | FMS International                     |
| 2006   | Giacomo Ricci                         | Lola B02/50 Zytek                     | FMS International                     | FMS International                     |
| 2007   | Davide Rigon                          | Lola B02/50 Zytek                     | Minardi by GP Racing                  | Minardi by GP Racing                  |
| 2008   | Nicolas Prost                         | Lola B02/50 Zytek                     | Bull Racing                           | Bull Racing                           |
| 2009   | Will Bratt                            | Lola B05/52 Zytek                     | Emilio de Villota Motorsport          | FMS International                     |
| 2010   | Romain Grosjean                       | Lola B05/52 Zytek                     | DAMS                                  | DAMS                                  |
| 2011   | Kevin Ceccon                          | Lola B05/52 Zytek                     | Ombra Racing                          | DAMS                                  |
| 2012   | Adrian Quaife-Hobbs                   | Lola B05/52 Zytek                     | Super Nova International              | Super Nova International              |
| 2013   | Vittorio Ghirelli                     | Lola B05/52 Zytek                     | Super Nova International              | Super Nova International              |
| 2014   | Kimiya Sato                           | Lola B05/52 Zytek                     | Euronova Racing                       | Euronova Racing                       |
| 2015   | Titre non attribué, résultats annulés | Titre non attribué, résultats annulés | Titre non attribué, résultats annulés | Titre non attribué, résultats annulés |
| 2016   | Luis Michael Dörrbecker               | Lola B05/52 Zytek                     | Torino Squadra Corse                  | Torino Squadra Corse                  |